# Avenue Gabriel
L’avenue Gabriel est une voie du 8e arrondissement de Paris. 

## Situation et accès
Elle commence place de la Concorde et au 1, rue Boissy-d’Anglas et se termine au 2, avenue Matignon.

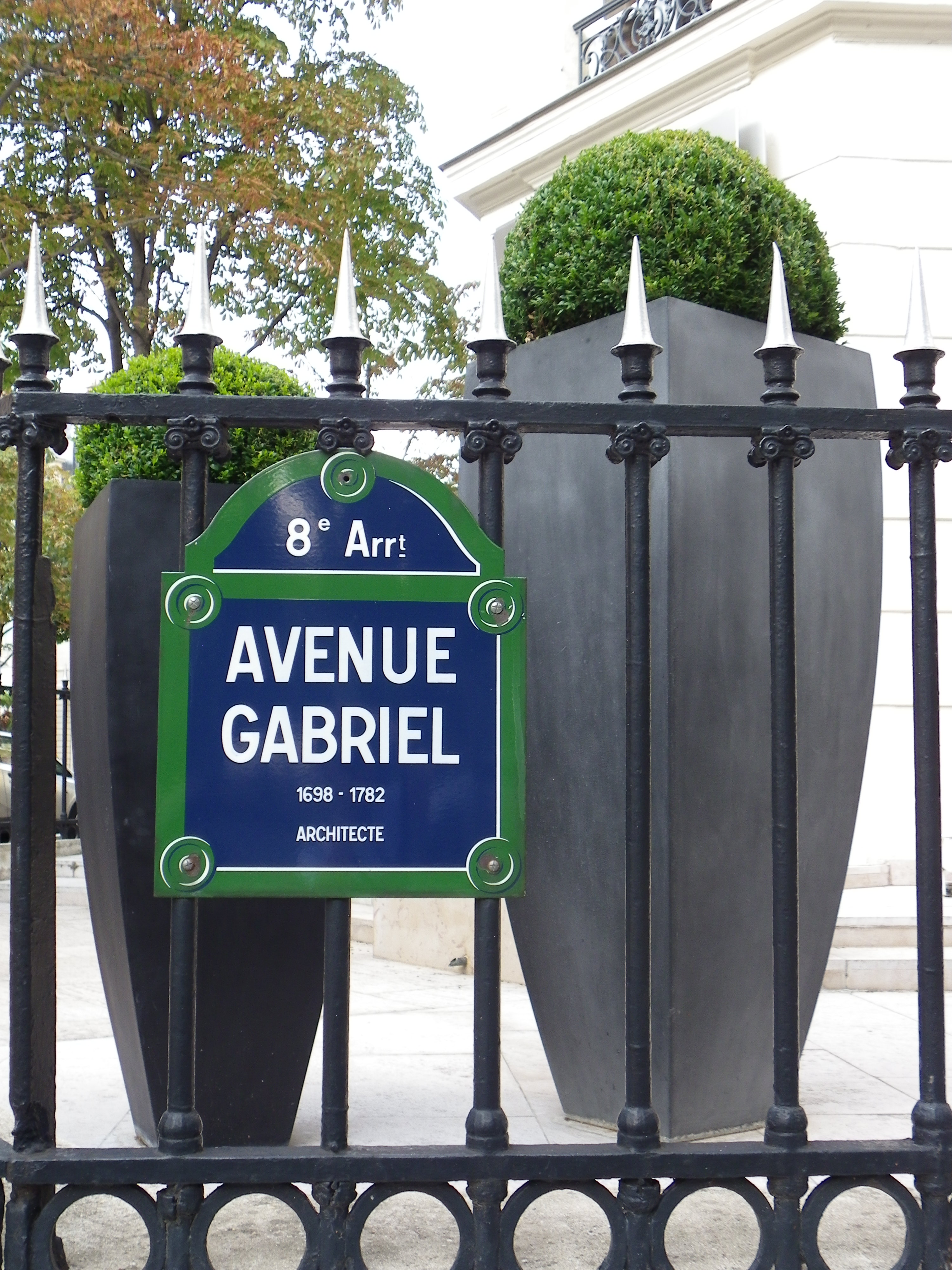
Plaque de rue.
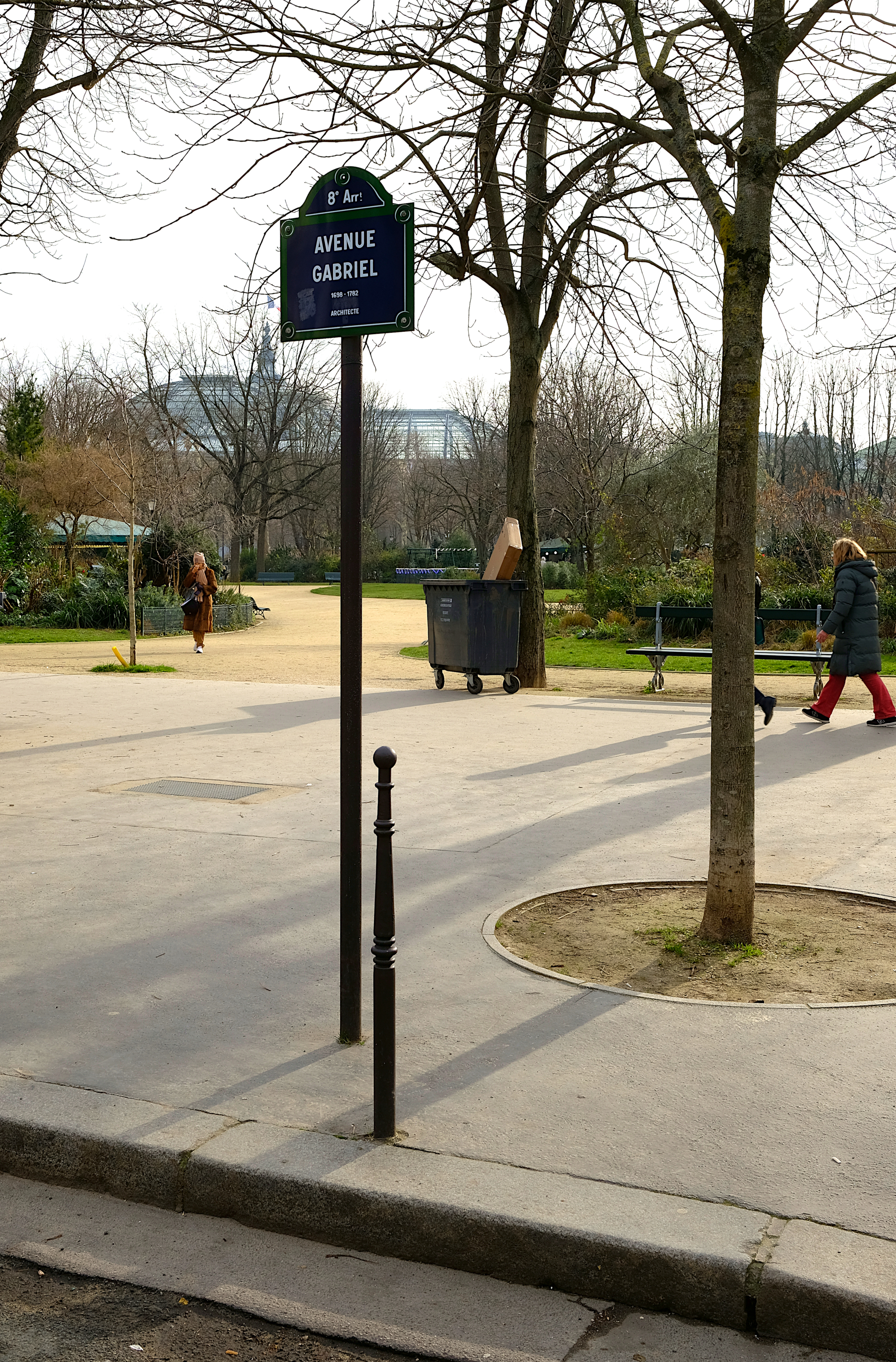
Plaque sur poteau.

Sur le côté septentrional (côté des numéros pairs), l'avenue Gabriel sert pour l'essentiel de limite de fond de parcelle aux hôtels particuliers édifiés sur le côté méridional de la rue du Faubourg-Saint-Honoré, comme les hôtels Pillet-Will, de Charost ou de Pontalba et, bien entendu, le palais de l'Élysée dont le parc s'arrondit en une demi-lune créée sur l'ordre de madame de Pompadour en 1763 par une emprise irrégulière sur les terrains des Champs-Élysées, propriété de la Couronne. Une grille monumentale, la « grille du Coq », y a été aménagée en 1905. Le côté des numéros impairs correspond à la bordure des carrés des Ambassadeurs, de l'Élysée et Marigny des jardins des Champs-Élysées (avenue des Champs-Élysées). S'y trouvent : l'Espace Cardin, le pavillon Gabriel — ancien Alcazar d'été — et le restaurant Laurent.
Le quartier est desservi par les lignes 1, 8 et 12 à la station Concorde et par les lignes 1 et 13 à la station Champs-Élysées - Clemenceau.

## Origine du nom

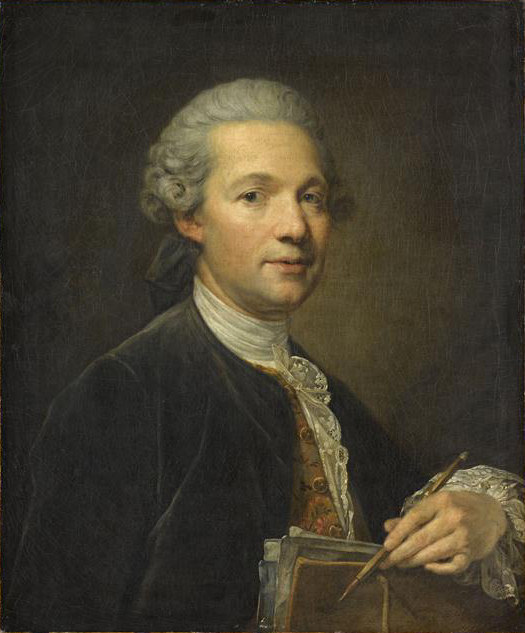
Portrait d’Ange-Jacques Gabriel par Jean-Baptiste Greuze.

Elle rend hommage à l'architecte Ange-Jacques Gabriel (1698-1782), premier architecte du Roi et créateur de la place Louis-XV, l’actuelle, place de la Concorde.

## Historique
L’avenue Gabriel fut tracée dès la création de l'avenue des Champs-Élysées parallèle en 1670, dans la portion comprise entre l'avenue Matignon et l'avenue de Marigny. En 1772, elle prit le nom d’« avenue de l’Élysée ». En 1818, l'avenue Gabriel fut prolongée au-delà de l'avenue de Marigny jusqu'à la place de la Concorde en absorbant une portion de voie qui faisait jusqu'alors partie de l'avenue des Champs-Élysées et reçut alors son nom actuel.
Les grilles le long de l'avenue Gabriel n'ont été mises en place qu'en 1818. Auparavant, les hôtels du faubourg Saint-Honoré n'étaient séparés des Champs-Élysées que par un fossé doublé d'une barrière.

## Bâtiments remarquables et lieux de mémoire

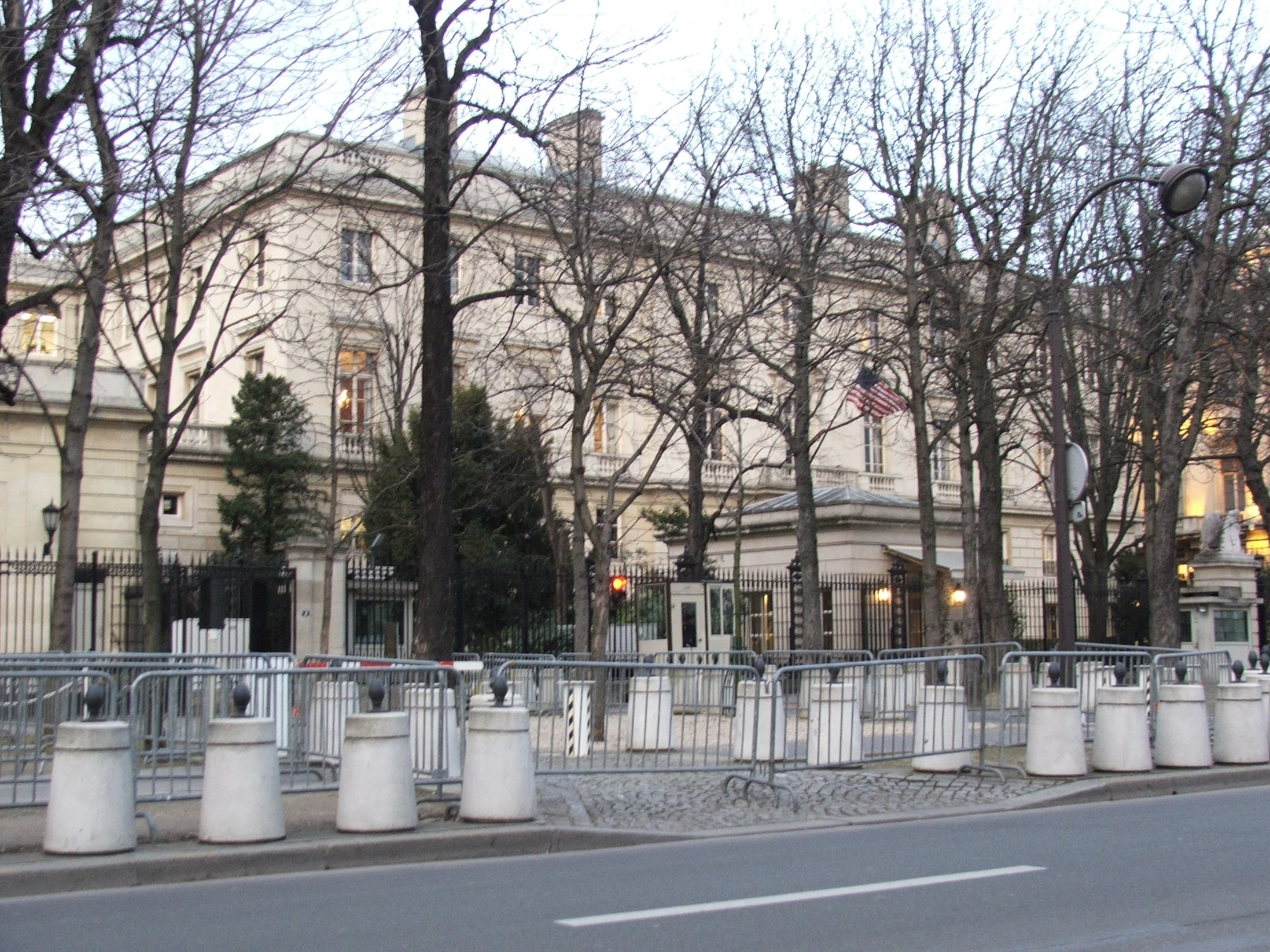
No 2 : ambassade des États-Unis.

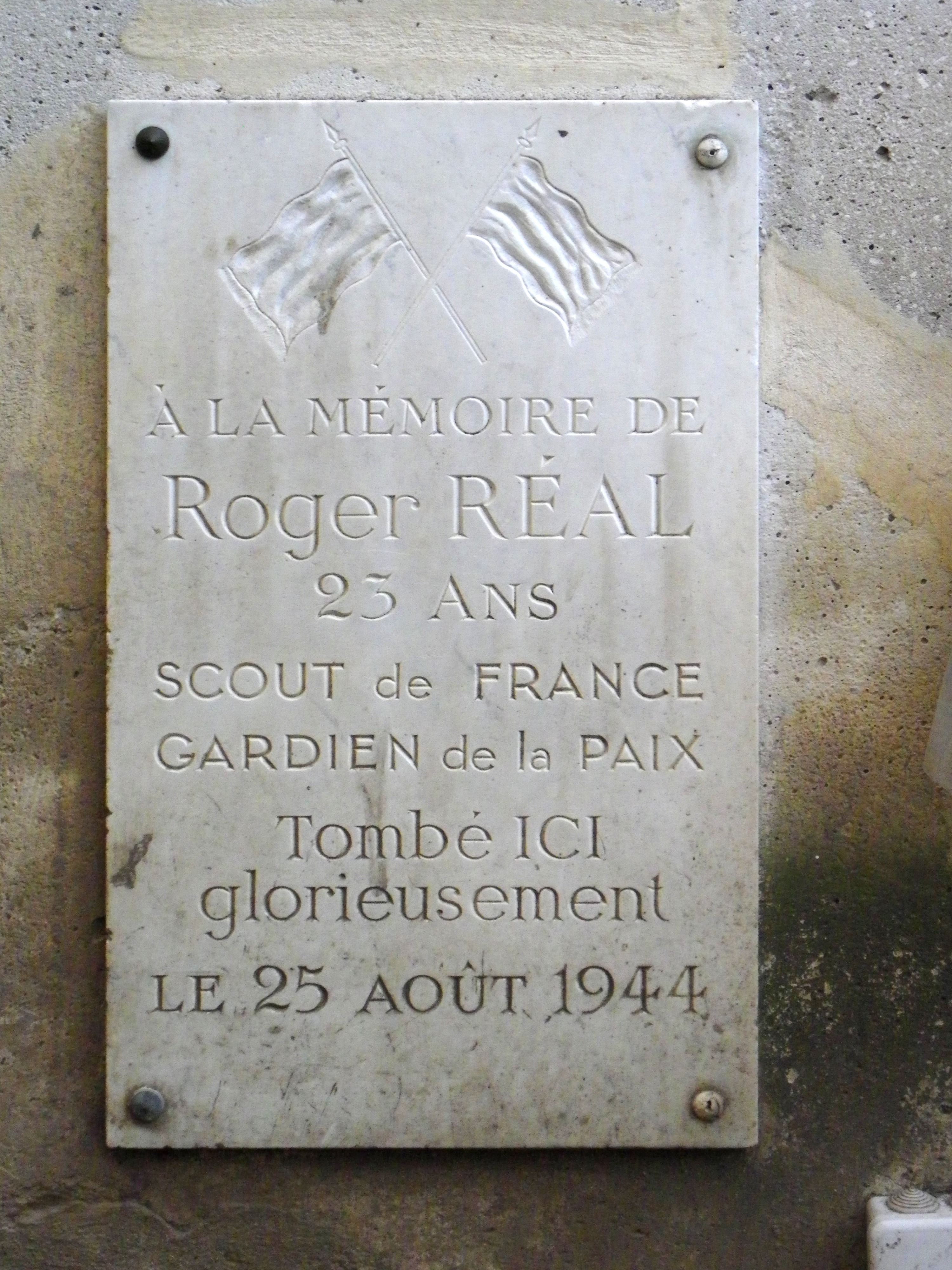
Plaque commémorative de Roger Réal sur la façade de l'Espace Cardin.

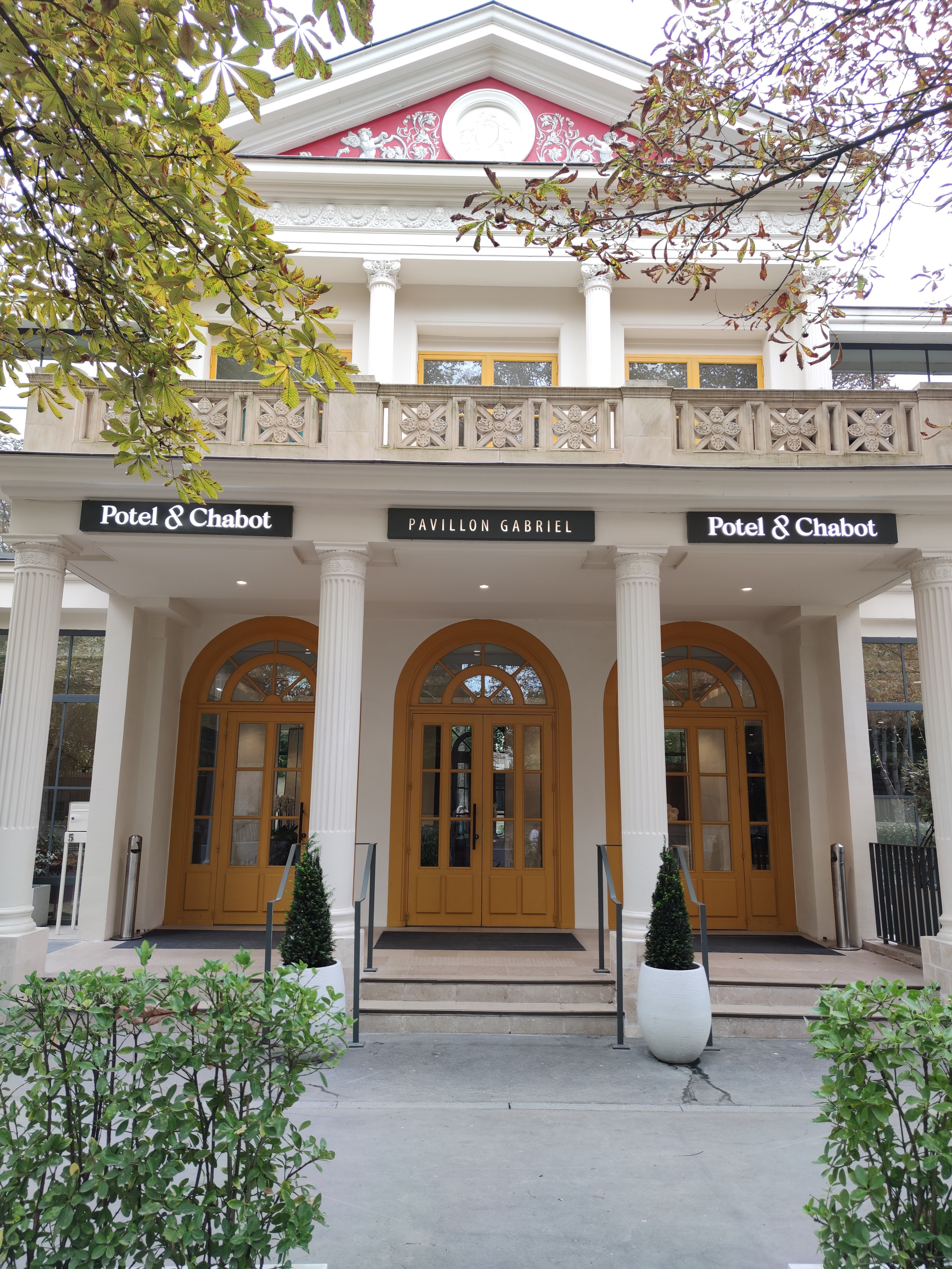
No 5 : pavillon Gabriel.

- Nos 1-3 : l'Espace Cardin, anciennement théâtre des Ambassadeurs. Il devient à partir de 1874 un café-concert à succès[1].
- No 2 : l'ambassade des États-Unis en France.
- No 4 : hôtel de La Trémoïlle[2]. Cet hôtel, le seul de cette portion de l'avenue Gabriel, avec ceux des no 24 et 26, dont le terrain ne s'étende pas jusqu'à la rue du Faubourg-Saint-Honoré, était la résidence de Louis Charles de La Trémoille (1838-1911), duc de La Trémoille (voir « Famille de La Trémoille »), érudit, bibliophile et collectionneur, membre de l'Académie des inscriptions et belles-lettres, et de la duchesse née Marguerite Duchâtel (1840-1913), fille du comte Duchâtel, ministre de Louis-Philippe Ier, et puissamment riche par l'héritage de son grand-père paternel, J.-B. Paulée, gros acquéreur de biens nationaux. Sous le Second Empire et au début de la Troisième République, la duchesse tint avenue Gabriel l'un des plus brillants salons de Paris[3]. Dans son carnet du 24 décembre 1904, l'historien et académicien G. Lenotre (1855-1935) évoque sa visite au couple ducal dans leur hôtel parisien : « L'hôtel moderne, assez simple à l'extérieur, est très vaste et superbe à l'intérieur. Dans un grand salon, splendides boiseries Régence provenant je crois d'un hôtel de Pomponne, attribuées à un Caffieri[4]. » L'hôtel a été absorbé dans les bâtiments de l'ambassade des États-Unis jusqu'à être devenu aujourd'hui quasiment indiscernable.
- Nos 5 à 9 : pavillon Gabriel. Alcazar d'été de 1860 à 1914. Il se loue pour des réceptions. De 1994 à 1997, il a servi de cadre à l'émission de télévision Studio Gabriel présentée par Michel Drucker sur France 2.

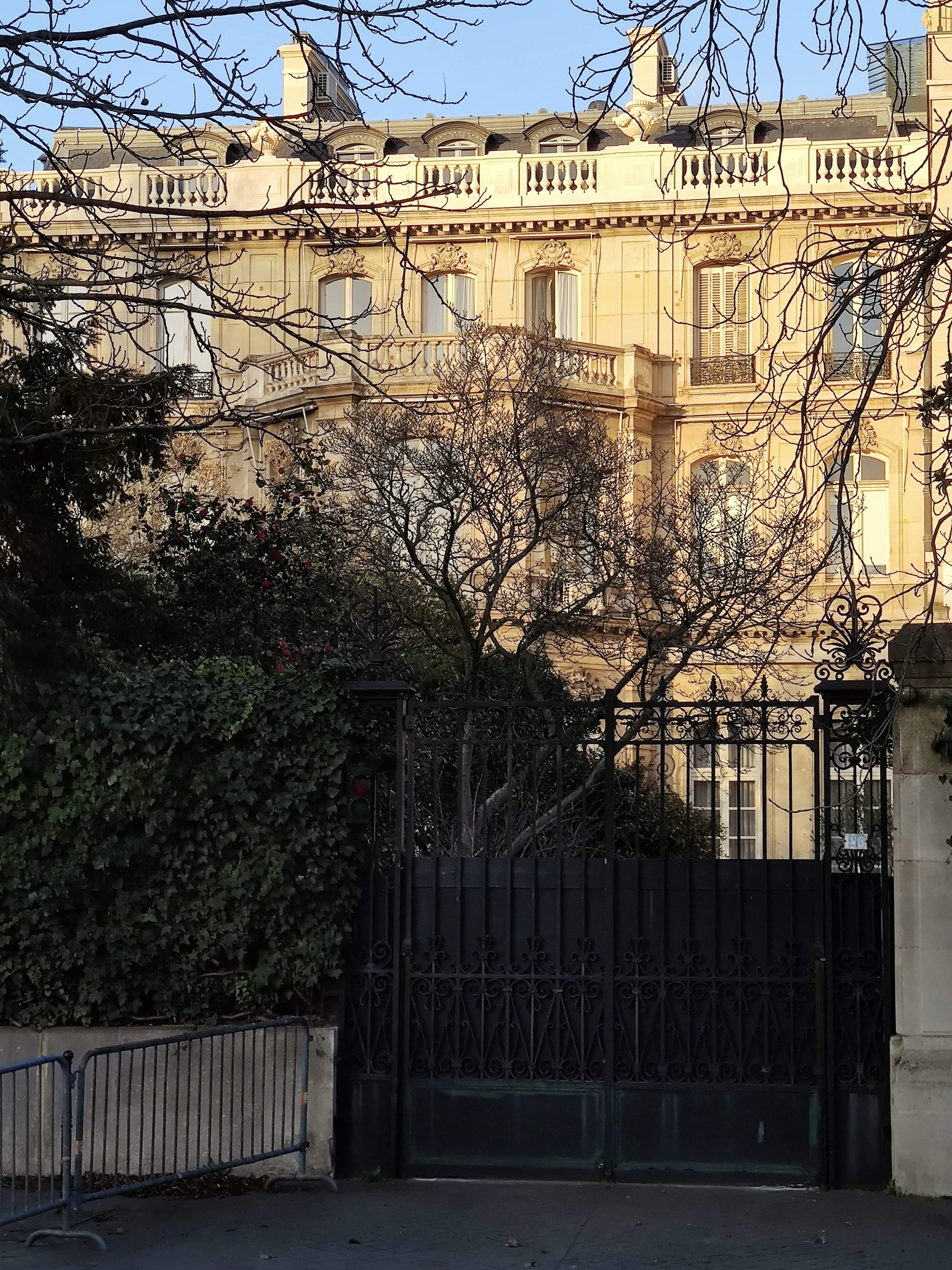
No 26 (et 2, rue de l'Élysée) : ancien hôtel de Hirsch.

- No 24 : immeuble où s'éteignit le 9 octobre 1970 Louis Pasteur Vallery-Radot (1886-1970), de l'Académie française et de l'Académie de médecine, petit-fils de Louis Pasteur[5]. Jean Darcel, ingénieur des Ponts et Chaussées ayant participé à l'embellissement de Paris au XIXe siècle, vécut dans cet immeuble[6].
- No 26 : hôtel de Hirsch, dont l'entrée se situe au 2, rue de l'Élysée. En 1906, l’hôtel, de 1664 m2, est mis en vente pour la somme de 2 millions de francs (ainsi d’ailleurs que le no 24, aujourd’hui démoli, pour la même somme)[7].

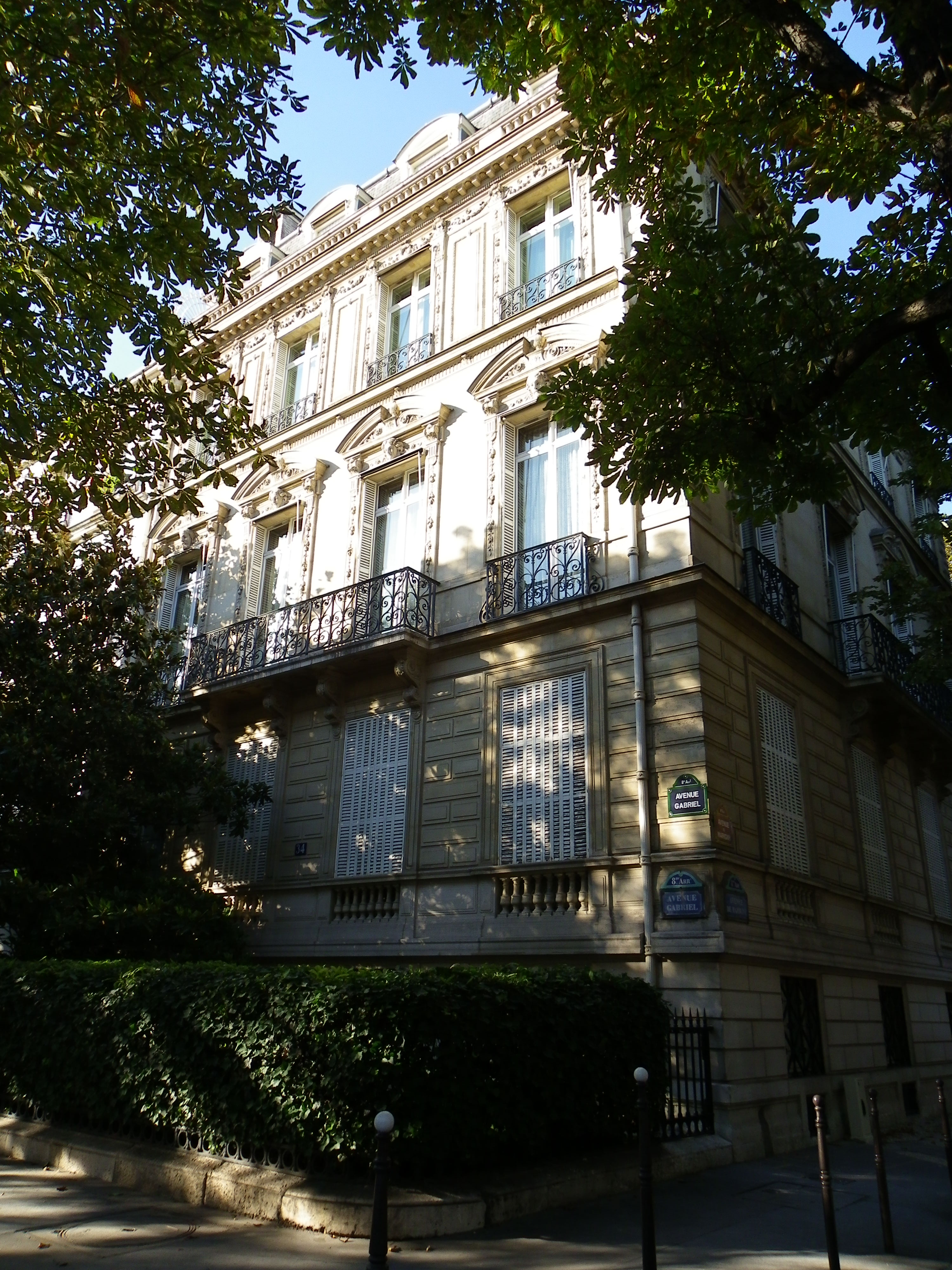
No 34 : hôtel Talhouët, à l'angle du 1, avenue de Marigny.

- No 34 (et 1, avenue de Marigny) : hôtel Talhouët[8], hôtel particulier construit en 1861 par l'architecte Auguste Pellechet pour l'industriel alsacien Mathieu Dollfus de la maison Dollfus-Mieg et Compagnie. Restauré en 1991 par le cabinet C2F (Fanée et Formigé) de Puteaux, avec construction en sous-sol d’une piscine.

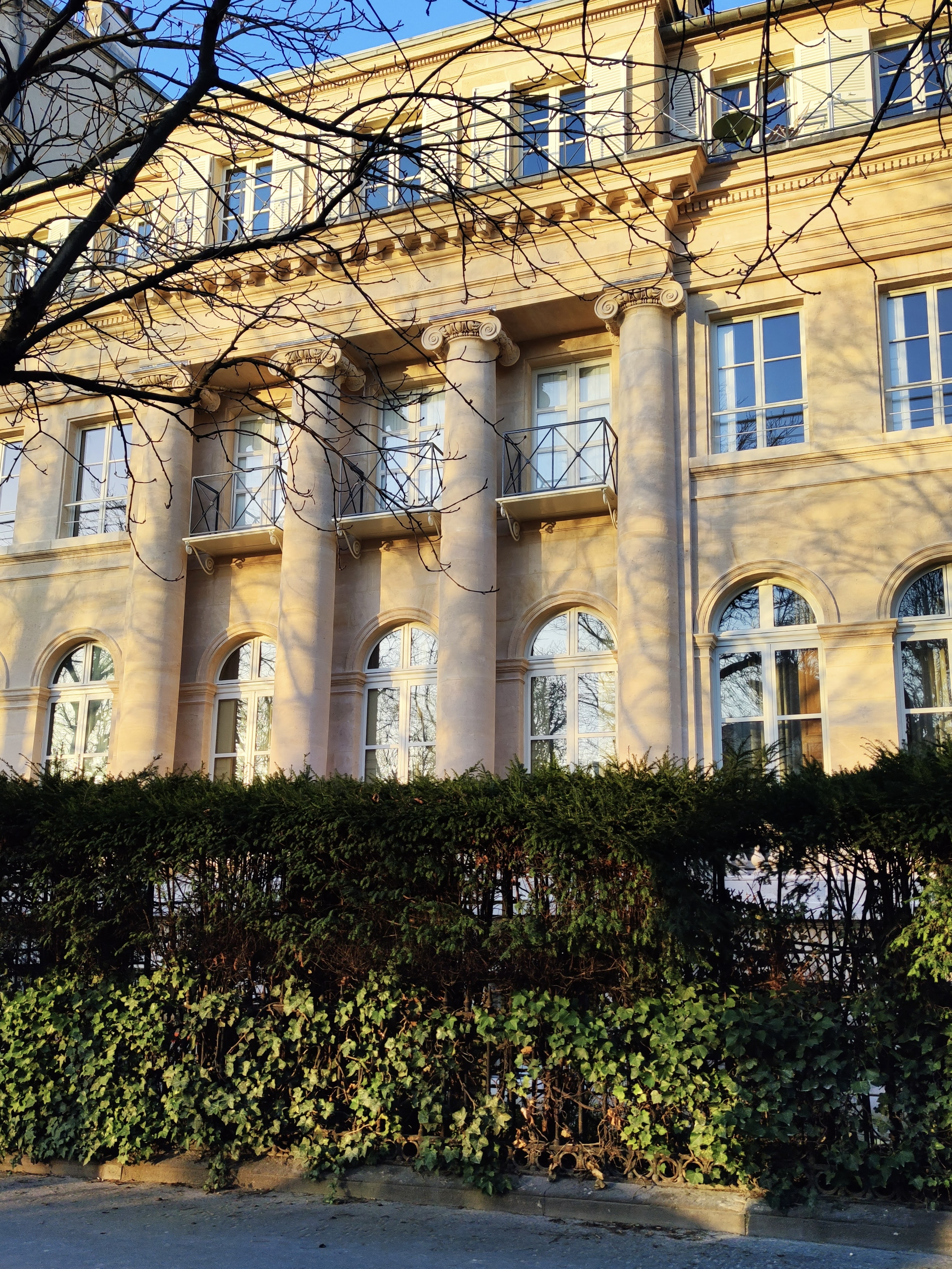
No 38 : façade de l'hôtel des Colonnes.

- No 38 : hôtel des Colonnes (1808), ainsi appelé en raison de son monumental avant-corps central orné de quatre colonnes ioniques[9], dit aussi hôtel d'Argenson (1812). Hôtel de rapport de style néo-classique construit en 1780-1787 par Jean-Philippe Lemoine de Couzon pour Françoise Marie Madeleine Méliand, veuve du marquis d'Argenson (1694-1757), sur un vaste domaine appartenant à la famille d'Argenson et qui ouvrait sur la rue du Faubourg-Saint-Honoré au niveau des actuels nos 59 à 69. À la mort de la commanditaire en 1781, la nue-propriété alla à sa petite-fille, Madeleine Susanne (1752-1813), qui avait épousé en 1771 Anne Charles Sigismond de Montmorency-Luxembourg, duc de Piney, et l'usufruit à son fils, Antoine-René de Voyer de Paulmy d'Argenson (1722-1787) et à sa fille Marie Madeleine Catherine (née en 1724), séparée d'Yves-Marie Desmarets de Maillebois (1715-1791). Ceux-ci le louèrent à vie en 1782 à Joseph Bidé, marquis de La Grandville. Il fut transformé pour le baron Georges Piscatory de Vaufreland par l'architecte Jacques Hittorff en 1840 (modification des parties hautes et création d'une aile sur cour) et en 1847 (construction d'un corps de bâtiment sur rue à l'emplacement du jardin et de son entrée). Il fut un temps résidence de Mme de Larcade, qui a fait don au musée du Louvre de sa collection de tapisseries. Le grand-duc Alexis de Russie avait un appartement à cette adresse et y mourut en 1908. Il a appartenu au comte de Liedekerke-Beaufort (1910). L'hôtel a été gravé par Krafft. En raison des constructions postérieures qui ont altéré la façade sur cour, seule la façade sur rue est protégée au titre des monuments historiques. Il est  Inscrit MH (1927)[10]. Cet hôtel est le témoin de l’époque où tout une suite d’hôtels célèbres bordaient les jardins des Champs-Élysées[11]. Il est aujourd'hui divisé en appartements.
- No 40 : hôtel Blanc, construit pour Edmond Blanc (1856-1920), éleveur de chevaux, fils du fondateur de la Société des bains de mer de Monaco.

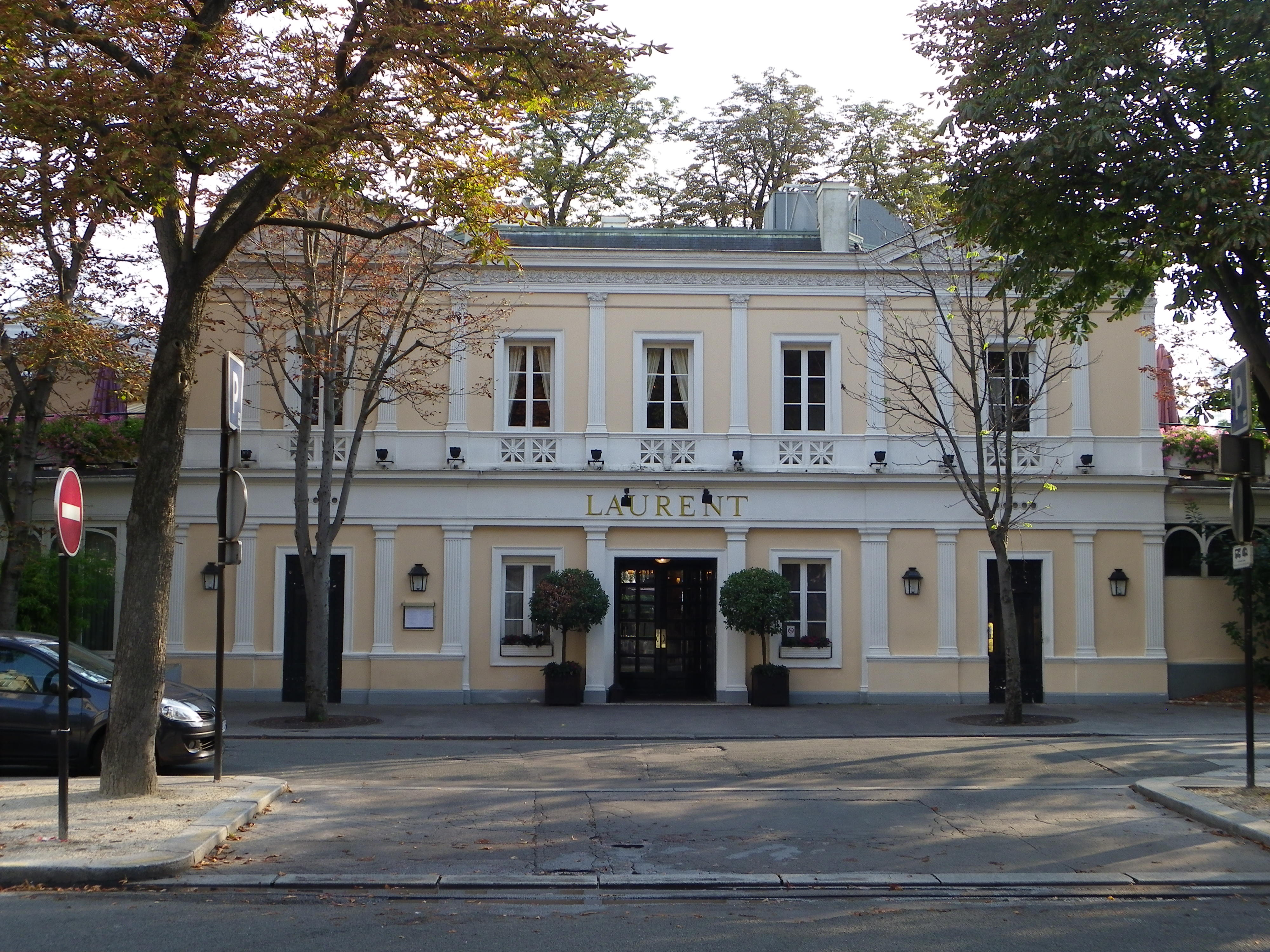
No 41 : façade du restaurant Laurent.

- No 41 : restaurant Laurent ; établissement construit par Jacques-Ignace Hittorff, réplique du pavillon Ledoyen, ayant vu le jour en 1842 dans le cadre de l’aménagement des Champs-Élysées. Il s’est d’abord appelé le Café du Cirque ou Café Guillemin avant de prendre le nom de l’un de ses propriétaires[12].
- No 42 : immeuble construit en 1854, ayant appartenu jusqu’en 1888 à la famille du duc de Morny, demi-frère de Napoléon III. Il appartient ensuite à une compagnie d’assurances puis à une société de Pierre Cardin puis enfin à Michel Reybier et sa famille[13] ; l'immeuble abrite aujourd'hui un palace, La Réserve Paris, qui appartient à Michel Reybier et un restaurant dont le chef est Jérôme Banctel[14].

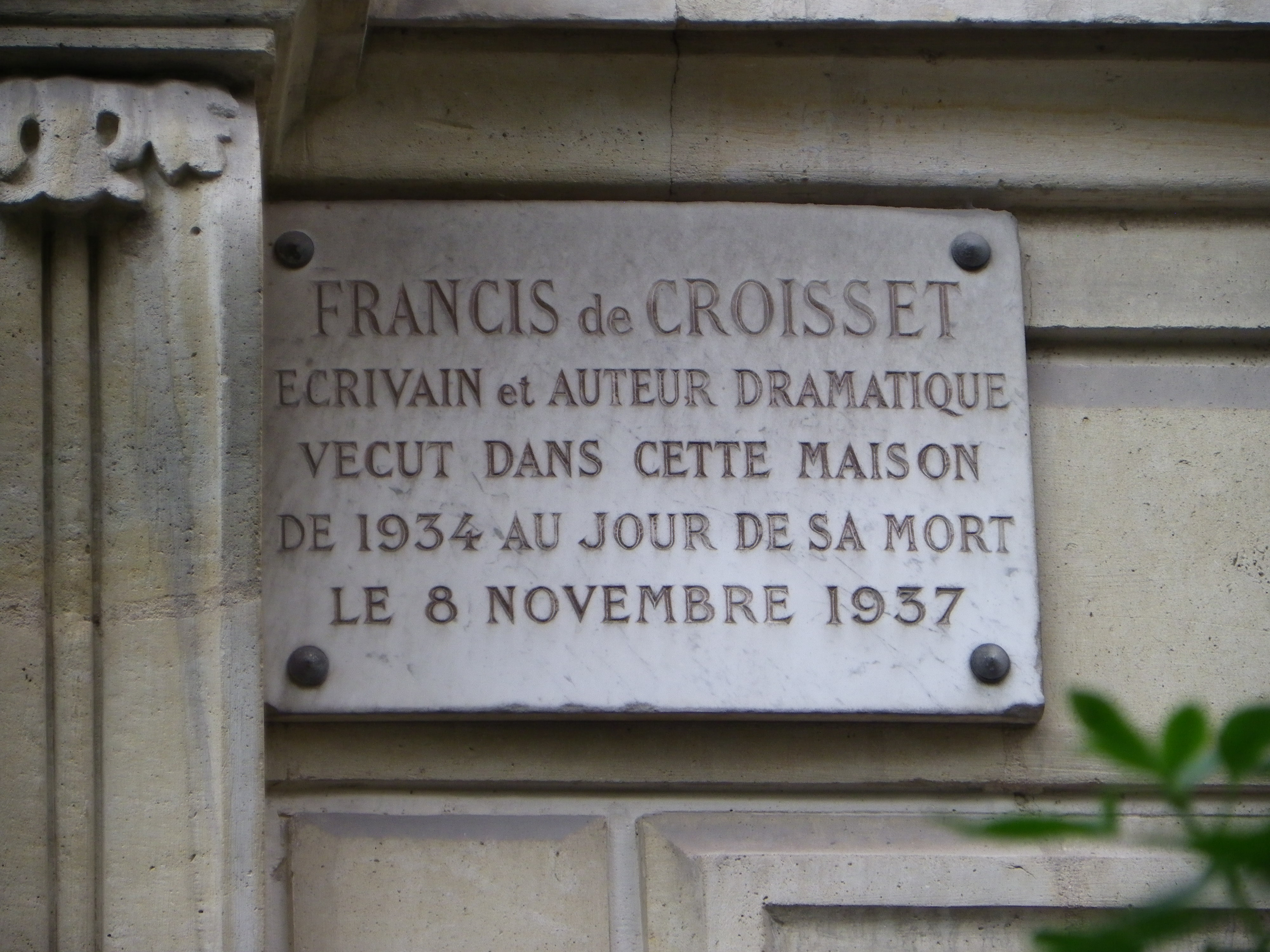
No 44 : plaque commémorative Francis de Croisset.

- No 44 : l'écrivain Francis de Croisset est mort le 8 novembre 1937 dans cet immeuble où il vivait depuis 1934 (plaque commémorative).
- No 48 : la comédienne Blanche Barretta, de la Comédie-Française, habitait à cette adresse au moment de son mariage avec le sociétaire de la Comédie-Française, Gustave Worms[15]. La maison d'orfèvrerie Puiforcat, qui occupe désormais le lieu, a été fondée en 1820[16].

- Sur l'avenue Gabriel se trouve l'une des dernières boîtes à sable de Paris. Petits édicules en fonte, elles stockaient le sable utilisé par les cantonniers pour sabler les voies en cas de neige. Désormais inutiles, celles qui restent ont été reconverties en cheminée d'aération du métro[Note 1].

### Bâtiments détruits
- No 2 :

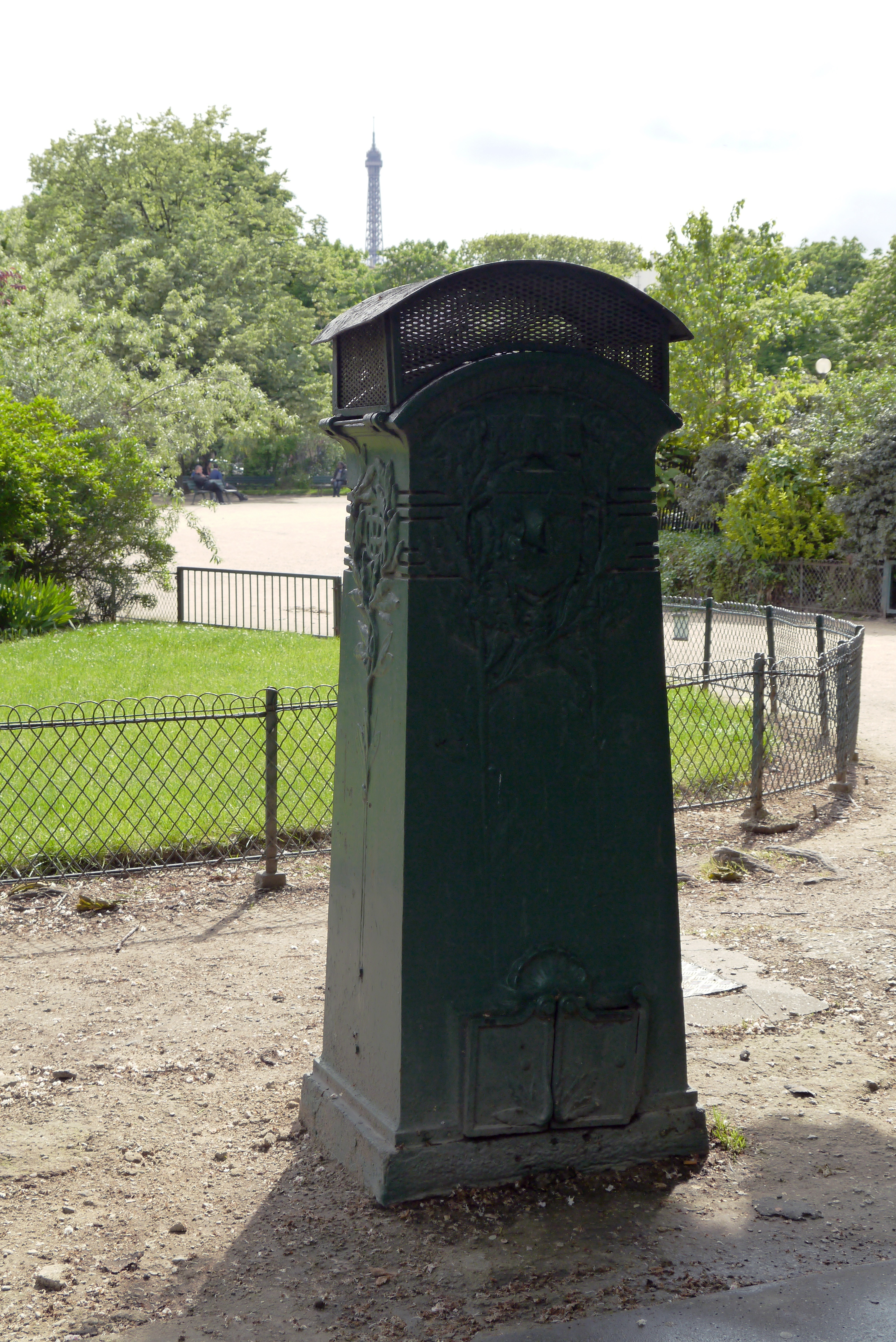
La boîte à sable.

  - hôtel Grimod de La Reynière : à l'angle de l'avenue Gabriel et de la rue Boissy-d'Anglas ;
  - pavillon de Mortefontaine : ce pavillon carré en pierre, élevé d'un étage, avait été édifié par Ange-Jacques Gabriel en 1760 à l'angle des actuelles avenue Gabriel et rue Boissy-d'Anglas. Il avait son pendant de l'autre côté de l'avenue des Champs-Élysées, à l'angle du cours la Reine, dénommé « pavillon d'Ermenonville[17] ». Transformés en corps de garde en 1840, les deux pavillons furent détruits en 1854. Le pavillon de Mortefontaine avait servi de logement à l'ingénieur Jean-Rodolphe Perronet (1708-1794) tandis qu'il dirigeait les travaux de construction du pont de la Concorde entre 1787 et 1792. C'est là qu'il mourut en 1794. En 1796, le pavillon fut loué au restaurateur Haudebourg, qui le sous-loua à Jacques Ledoyen, frère aîné de Michel, fondateur en 1791 du célèbre restaurant qui porte encore son nom et qui se trouvait alors de l'autre côté de l'avenue Gabriel, dans le carré des Ambassadeurs. Sous la Restauration, c'était devenu un établissement de mauvaise réputation que tinrent des informateurs de la police, Boulet en 1822, Duru en 1828. À proximité immédiate, on construisit en 1838 un éphémère panorama maritime, le Navalorama, dont les tableaux étaient peints par Louis Gamain[18] (1803-1871), élève de Théodore Gudin.
- No 24 : œuvre de l’architecte Louis Visconti, appartenant au financier Cibiel, il comportait une terrasse et un double escalier de pierre ; dans les années 1860, il fut offert par l’impératrice Eugénie à sa mère, la comtesse de Montijo[19].